# Кіт Турман
Кіт Турман-молодший (англ. Keith Thurman Jr.; нар. 23 листопада 1988, Клірвотер, Флорида, США) — американський професійний боксер, чемпіон світу за версією WBA ( 2015 - 2019, в лютому 2017 підвищений до WBA Super) та за версією WBC ( 2017 - 2018) в напівсередній вазі. «Найперспективніший боксер» 2012 року за версією журналу «Ринг».

## Біографія
Кіт Турман мол. народився і виріс в Клірвотері, штат Флорида. Батько Кіта, Кіт Турман старший, в школі і коледжі займався боротьбою, пізніше захопився карате і привів сина до спорту. Ще до того, як Кіт-молодший пішов в школу, його батьки розлучилися. Тоді син залишився жити з матір'ю. Коли Кіту було 7 років, він потрапив на показовий боксерський виступ, який влаштовував Бен Гетті. Турман-молодший був сильно вражений і, коли повернувся додому, умовив свою маму записати його в зал. З тих пір бокс став головною частиною його життя, а Гетті його тренером.

## Любительска кар'єра
Перший свій бій в любителях Турман провів в 9 років.
«Це було в Уошула (штат Флорида), вага була 70-75 фунтів. Пам'ятаю той звук гонга... Я побіг через весь ринг до суперника і став викидати безліч божевільних ударів. Хлопець був переляканий і не намагався відповідати, тоді поєдинок був зупинений.»— [Турман]
У 2003 році виграв перший бій з Деметріус Андраде.
- На любительському рингу має 101 перемогу.
- Срібний призер кваліфікаційного турніру на відбір Олімпійських ігор 2008 року (програв рішенням Деметріусу Андраде).
- 2006 виграв на атлетичному національному чемпіонаті.
- Виграв 6 національних чемпіонатів.

## Професіональна кар'єра
На професійному рингу Турман дебютував в листопаді 2007 року в першій середній вазі. У серпні 2008 року в сьомому поєдинку на професійному рингу нокаутував в першому раунді непереможного проспекта американця Омара Белла (6-0), а у липні 2010 року переміг іще одного проспекта Сталліна Лопеса (7-0), нокаутувавши у другому раунді.
У квітні 2009 року зустрівся з мексиканцем Франсіско Гарсією. Після випадкового зіткнення головами суперників в першому раунді поєдинок завершився і був визнаний таким, що не відбувся.
У 2010 році Кіт нокаутував чемпіона Північної Америки і США Фавіо Медіна. У 2012 році нокаутував колишнього чемпіона США Орландо Лора і непереможного проспекта Брендона Хоскінса (16-0-1).
24 листопада 2012 року Кіт Турман нокаутував в четвертому раунді колишнього чемпіона світу Карлоса Кінтана.

### Бій з Яном Завеком
9 березня 2013 року в Барклайс-центрі, Нью-Йорк в андеркарді бою Бернард Гопкінс - Теворіс Клауд Турман провів бій за інтерконтинентальний титул чемпіона світу за версією WBO в напівсередній вазі проти ще одного колишнього чемпіона світу Яна Завека і, перемігши його за очками, завоював статус обов'язкового претендента на титул чемпіона світу за версією WBO.

### Бій з Дієго Чавесом
27 липня 2013 року Кіт Турман нокаутував непереможного аргентинця Дієго Габріеля Чавеса і став новим "тимчасовим" чемпіоном світу за версією WBA в напівсередній вазі.

### Бій з Хесусом Карассом
В кінці 2013 року Турман захистив титул нокаутом в бою з мексиканцем Хесусом Сото Карассом.

### Бій з Хуліо Діасом
26 квітня 2014 року  Кіт Турман достроково переміг колишнього чемпіона світу мексиканця Хуліо Діаса.

### Бій з Леонардо Бунду
У грудні 2014 року переміг за очками вікового небитого ветерана італійця Леонарда Бунду (31-0-2).

### Бій з Робертом Герреро
7 березня 2015 в бою за титул "звичайного" чемпіона за версією WBA в напівсередній вазі Турман зустрівся з Робертом Герреро. Турман мав перевагу по ходу всього бою. Герреро викидав мало ударів. Бій активізувався після дев'ятого раунду, в якому Турману вдалося відправити свого суперника на настил. В 10 раунді Герреро протягом тривалого часу обстрілював Кіта короткими ударами, проте Турман все одно виглядав впевненіше. Рахунок суддівських карток: 120-107, 118-108, 118-109.

### Бій з Луїсом Коллазо
11 липня 2015 року Турман зустрівся з екс-чемпіоном світу Луїсом Коллазо. Кіт був фаворитом, ставки на перемогу Коллазо в поєдинку розцінювалися букмекерами в дуже великій пропорції 40-50 до 1. Однак поєдинок видався для Турмана аж ніяк не безпроблемним.
Починаючи з першого раунду чемпіон вів поєдинок, акуратно завдаючи точних ударів і намагаючись не входити в обопільні обміни. Спочатку Коллазо витягав Турмана на себе, чого той робити не любить, оскільки зазвичай він працює в контратакуючому ключі. Пластичному Луїсу іноді вдавалося прориватися на небезпечну для його суперника дистанцію. Проблемою для Турмана було і те, що його ударної потужності не вистачало для того, щоб зупинити атакуючий запал суперника. У кінцівці п'ятого раунду Коллазо вибрав момент і завдав зразковий лівий аперкот по печінці. До честі Турмана, він встояв на ногах, хоча виявився явно приголомшений і змушений був тікати від переслідування відчувшого кров опонента до самого гонгу на перерву. У шостому і сьомому відрізках бою ветеран продовжував йти вперед, але Турман став діяти ще обережніше. Він активно пересувався, не даючи втянути себе в ближній бій, а також не забуваючи завдавати чітких і точних ударів назустріч з дальньої дистанції. У Коллазо стало сильно кровоточити розсічення біля очей. І перед восьмим раундом Луїс повідомив своїх секундантів, що не може продовжувати бій, оскільки не бачить на одне око. В результаті рефері зупинив бій і присудив Турманові перемогу технічним нокаутом.

### Бій з Шоном Портером
25 червня 2016 року Турман зустрівся з Шоном Портером. Поєдинок видався дуже напруженим і видовищним. Обидва боксери намагалися ні в чому не поступатися один одному, Турман був точнішим з дистанції, а Портер помітно краще діяв поблизу. Кожен з боксерів мав свої вдалі моменти і за підсумками 12 раундів усі троє суддів віддали перемогу Турману з рахунком 115-113.

### Бій з Денні Гарсією
Об'єднавчий поєдинок між чемпіоном WBA Super Турманом і чемпіоном WBC Денні Гарсією відбувся 4 березня 2017 року. Кіт з перших хвилин бою потряс Гарсію, який виглядав розгублено. Потім Гарсія зібрався, але Турман діяв ефективніше, викидуючи багато ударів. В другій половині бою Турман більше рухався і створював менше небезпечних моментів. Але створеної переваги на початку бою вистачило для перемоги. Це була перша поразка Гарсії. Рахунок суддів: 116-112 і 115-113 на користь Турмана, 115-113 на користь Гарсії. За цей бій Турман і Гарсія отримали найбільші гонорари у своїй кар'єрі — по 2 млн $.
Після перемоги над Гарсією Турман переніс операцію, а потім зазнав нової травми, тому не боксував більше року. Через це Турман у квітні 2018 року звільнив пояс за версією WBC.

### Бій з Хосесіто Лопесом
26 січня 2019 року Турман захистив титул чемпіона світу у напівсередній вазі за версією WBA, здолавши Хосесіто Лопеса. Чемпіон не домінував у цьому бою і виглядав набагато гірше, ніж від нього очікували. У другому раунді Кіт лівим боковим відправив Лопеса в нокдаун, але не потряс його, і в подальшому Лопес ганяв Турмана по рингу, до самого закінчення бою не збавляючи темп. Та все ж удари Кіта були точнішими, і він отримав перемогу рішенням більшості суддів —  117-109, 115-111 і 113-113.

### Бій з Менні Пак'яо
20 липня 2019 року у Лас-Вегасі, на MGM Grand Garden Arena пройшов бій між володарем титулу WBA Super у напівсередній вазі Кітом Турманом і чемпіоном WBA (Regular) легендарним 40-річним філіппінцем Менні Пак'яо. Суперники відразу активно розпочали бій, і вже наприкінці першого раунду Турман опинився у нокдауні. Кіт намагався перехопити ініціативу, але у п'ятому раунді знов провалився — Пак'яо розбив "суперчемпіону" ніс. Вік філіппінця давався взнаки, і Пак'яо став пропускати більше ударів Турмана, але у 10 раунді Менні зумів потрясти Турмана ударом по корпусу. Рахунок суддів — 114-113 (Турману) і двічі 115-112 (Пак'яо). Перемогу розділеним рішенням здобув Пак'яо, який відібрав у американця чемпіонський титул WBA Super. Турман отримав першу поразку в профікар'єрі.
Бій Турман - Пак'яо, який транслювався на телеканалі Fox, зібрав більше 500 тис. платних підписок. За бій Турман заробив 2,5 млн $, Пак'яо - 10 млн $, крім того їм належали відсотки від продажу PPV.
Після бою Турман знову переніс операцію на кисті руки.

### Таблиця боїв
| 30 Перемог (22 нокаутом, 8 за рішенням суддів), 1 Поразка (0 нокаутом, 1 за рішенням суддів), 1 Не відбувся |                             |        |               |                   |                                       |                                                                                   |
| Рез. | Суперник                    | Спосіб | Раунд, Час    | Дата              | Місце проведення                      | Примітки                                                                          |
| 30–1 (1) | Маріо Барріос (26–1)        | UD     | 12            | 5 лютого 2022     | Michelob Ultra Arena, Парадайз        |                                                                                   |
| 29–1 (1) | Менні Пак'яо (61–7–2)       | SD     | 12            | 20 липня 2019     | MGM Grand Garden Arena, Парадайз      | Втратив WBA (Super) в напівсередній вазі                                          |
| 29–0 (1) | Хосесіто Лопес (36-7)       | MD     | 12            | 26 січня 2019     | Барклайс-центр, Нью-Йорк              | Захистив WBA (Super) в напівсередній вазі.                                        |
| 28–0 (1) | Денні Гарсія (33-0)         | SD     | 12            | 4 березня 2017    | Барклайс-центр, Нью-Йорк              | Захистив WBA (Super) в напівсередній вазі Завоював титул WBC в напівсередній вазі |
| 27–0 (1) | Шон Портер (26–1–1)         | UD     | 12            | 25 червня 2016    | Барклайс-центр, Нью-Йорк              | Третій захист WBA в напівсередній вазі                                            |
| 26–0 (1) | Луїс Коллазо (36–6)         | RTD    | 7 (12), 3:00  | 11 липня 2015     | USF Sun Dome, Тампа                   | Другий захист WBA в напівсередній вазі                                            |
| 25–0 (1) | Роберт Герреро (32–2–1 (2)) | UD     | 12            | 7 березня 2015    | MGM Grand Garden Arena, Парадайз      | Захист WBA в напівсередній вазі                                                   |
| 24–0 (1) | Леонард Бунду (31–0–2)      | UD     | 12            | 13 грудня 2014    | MGM Grand Garden Arena, Парадайз      | Захист WBA interim в напівсередній вазі                                           |
| 23–0 (1) | Хуліо Діас (40-9-1)         | RTD    | 3 (12), 3:00  | 26 квітня 2014    | СтабХаб Центр, Карсон (Каліфорнія)    | Захист WBA interim в напівсередній вазі                                           |
| 22–0 (1) | Хесус Сото Карасс (28–8–3)  | TKO    | 9 (12), 2:21  | 14 грудня 2013    | AT&T Center, Сан-Антоніо, Техас       | Захист WBA interim в напівсередній вазі                                           |
| 21–0 (1) | Дієго Габріель Чавес (22–0) | KO     | 10 (12), 0:28 | 27 липня 2013     | AT&T Center, Сан-Антоніо, Техас       | Виграв WBA interim в напівсередній вазі                                           |
| 20–0 (1) | Ян Завек (32–2 (1))         | UD     | 12            | 9 березня 2013    | Барклайс-центр, Нью-Йорк              | Виграв WBO Inter-Continental в напівсередній вазі                                 |
| 19–0 (1) | Карлос Кінтана (29-3)       | TKO    | 4 (10), 2:19  | 24 листопада 2012 | Citizens Business Bank Arena, Онтаріо | Виграв WBO-NABO в напівсередній вазі                                              |
| 18–0 (1) | Орландо Лора (29-2-2)       | TKO    | 6 (10), 1:37  | 21 липня 2012     | U.S. Bank Arena, Цинциннаті           |                                                                                   |
| 17–0 (1) | Брендон Хоскінс (16-0-1)    | TKO    | 3 (8), 0:25   | 5 травня 2012     | MGM Grand Garden Arena, Парадайс      |                                                                                   |